# 非洲战场 (第一次世界大战)
第一次世界大戰非洲戰場指德國和奥斯曼帝国於非洲的殖民地中爆發一連串戰事的戰場。

## 概述
大英帝國身為一個海上帝國，壟斷了大西洋的海路。因此，當第一次世界大戰爆發時，英國對德封鎖了大西洋，而因此德國無法給予殖民地援助。結果，除了在德屬東非和喀麥隆遇到頑強的抵抗外，協約國在攻擊其他德國殖民地期間均沒有遇到很大的阻力。

## 多哥戰役

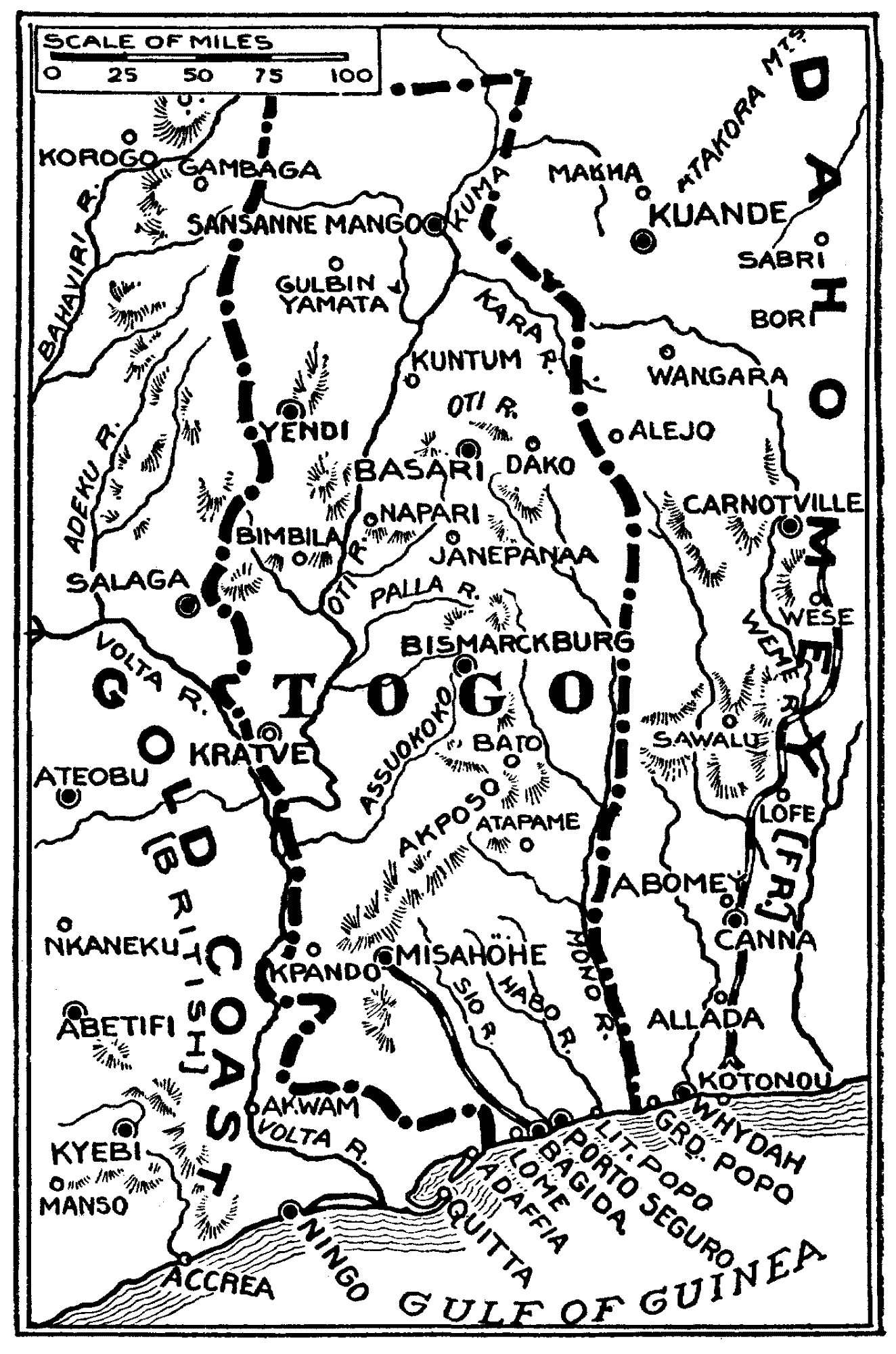
多哥戰役過程

多哥蘭是德國於非洲中最小的一塊殖民地，亦是第一塊被協約國佔領的德國殖民地。協約國只消17日，在接近零抵抗的情況下便於1914年8月26日佔領該地。

## 西南非洲戰役

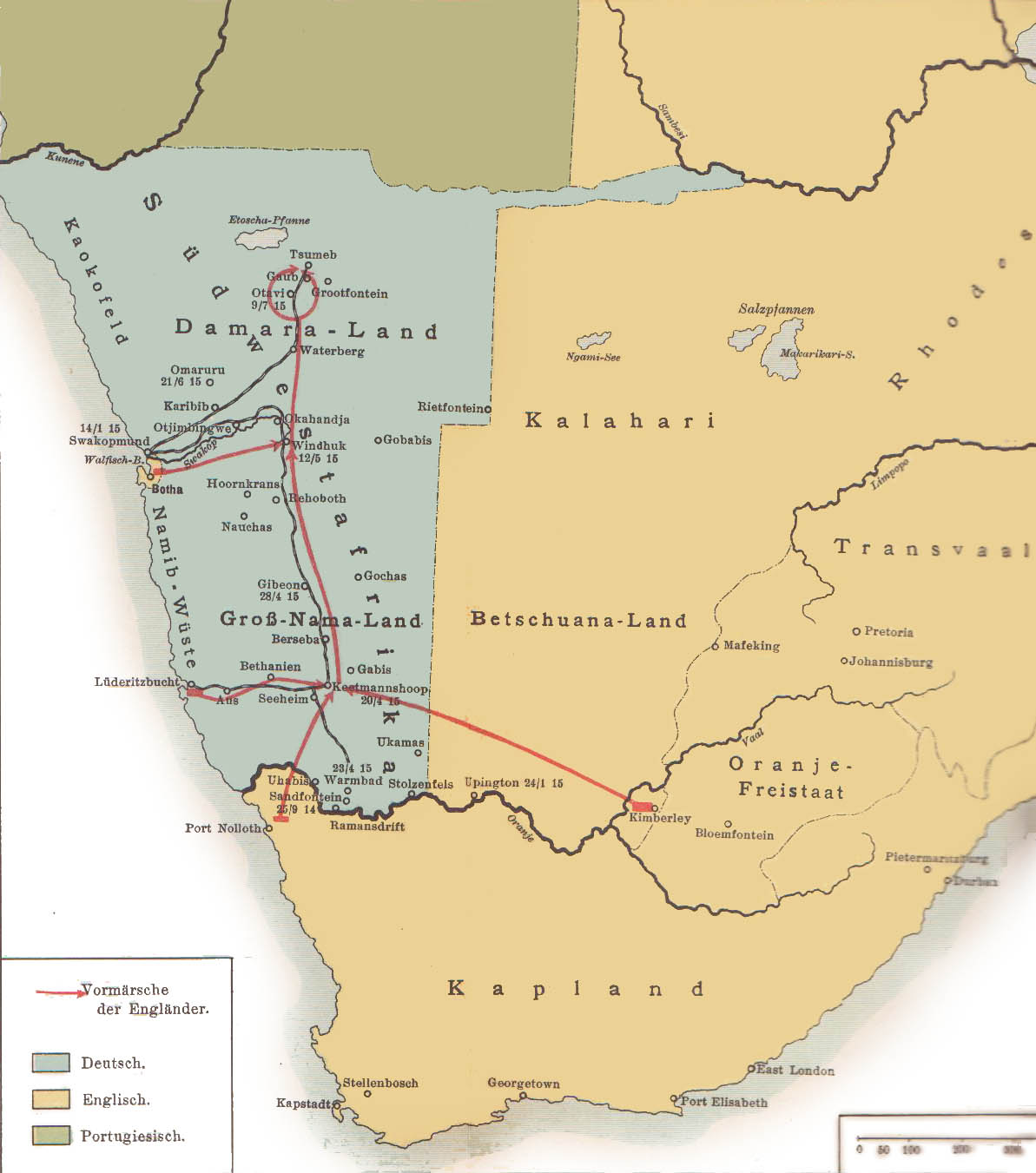
西南非洲戰役過程

在德屬西南非洲，德軍面對的敵人是有英國支持的南非聯盟軍隊和葡萄牙的安哥拉，而在乾旱的西南非洲中，其人口只集中在首都溫荷克，駐軍亦不過五千。戰爭於1914年9月爆發，隨著戰爭持續，孤立的西南非洲被南非軍隊入侵，而南非軍隊亦迅速地推進，德軍雖然設法阻止，可惜仍無法減緩熟悉沙漠地形的南非軍隊。直至1915年5月5日，西南非洲的首都溫荷克已被南非佔領。
7月，西南非洲的德軍投降。西南非洲的統治權被轉至南非手中，直至1990年，西南非洲才獲得獨立，成為現今的納米比亞。
在德國於1915年3月正式宣戰前，德葡兩軍已於西南非洲及安哥拉邊境發生零星衝突。但是德軍只佔領了一小部份的安哥拉，便於7月向南非投降，並歸還被佔領的安哥拉予葡萄牙。

## 喀麥隆戰役

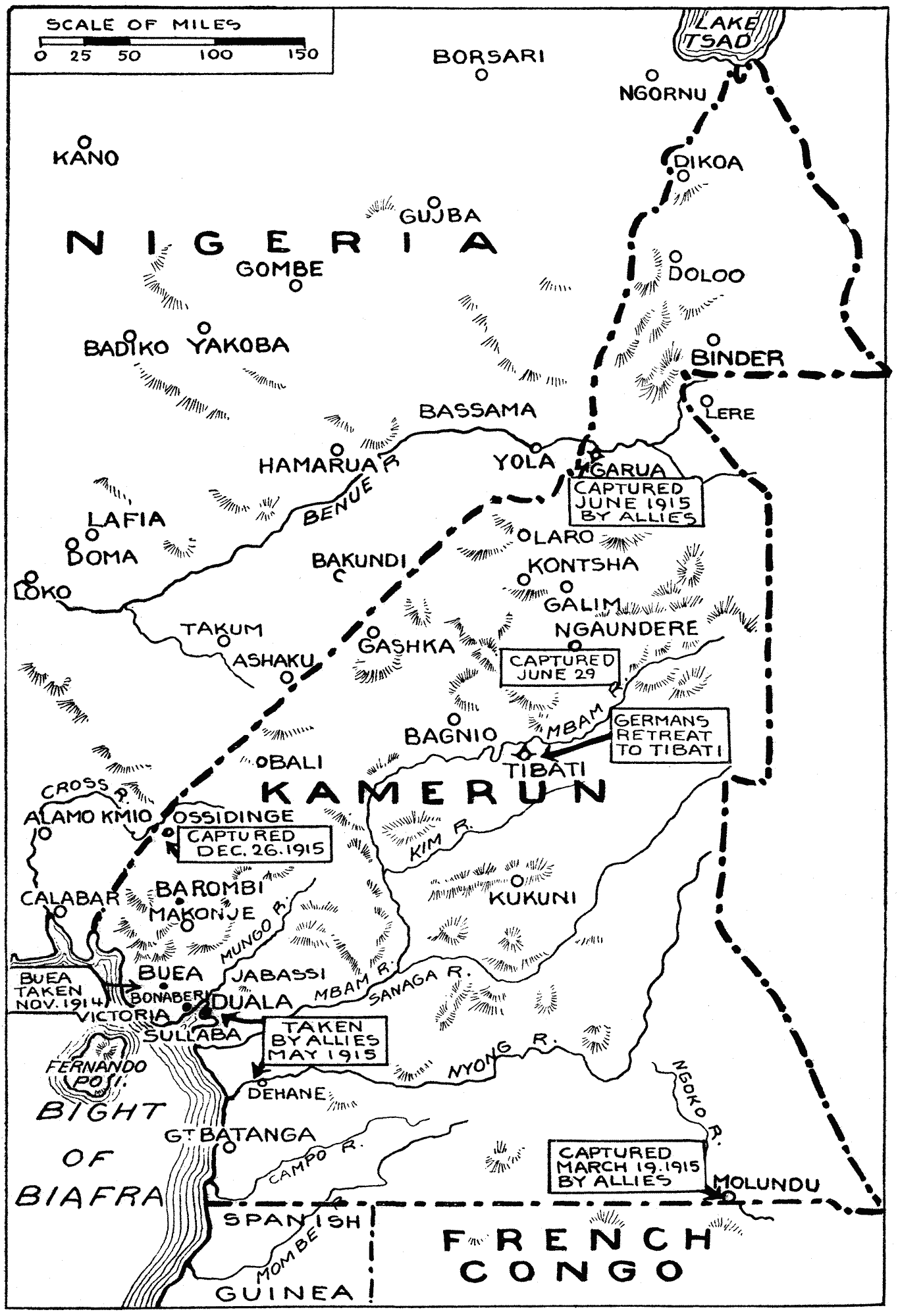
喀麥隆戰役過程

喀麥隆戰役早於1914年8月6日便爆發，喀麥隆戰役同樣是以德軍戰敗為結果。喀麥隆的守軍受到法屬赤道非洲、英國尼日利亞、和比屬剛果圍攻。但守軍頑強抵抗，戰爭延續到1916年3月10日，德軍才宣佈投降。英法最後決定瓜分喀麥隆。

## 德屬東非戰役

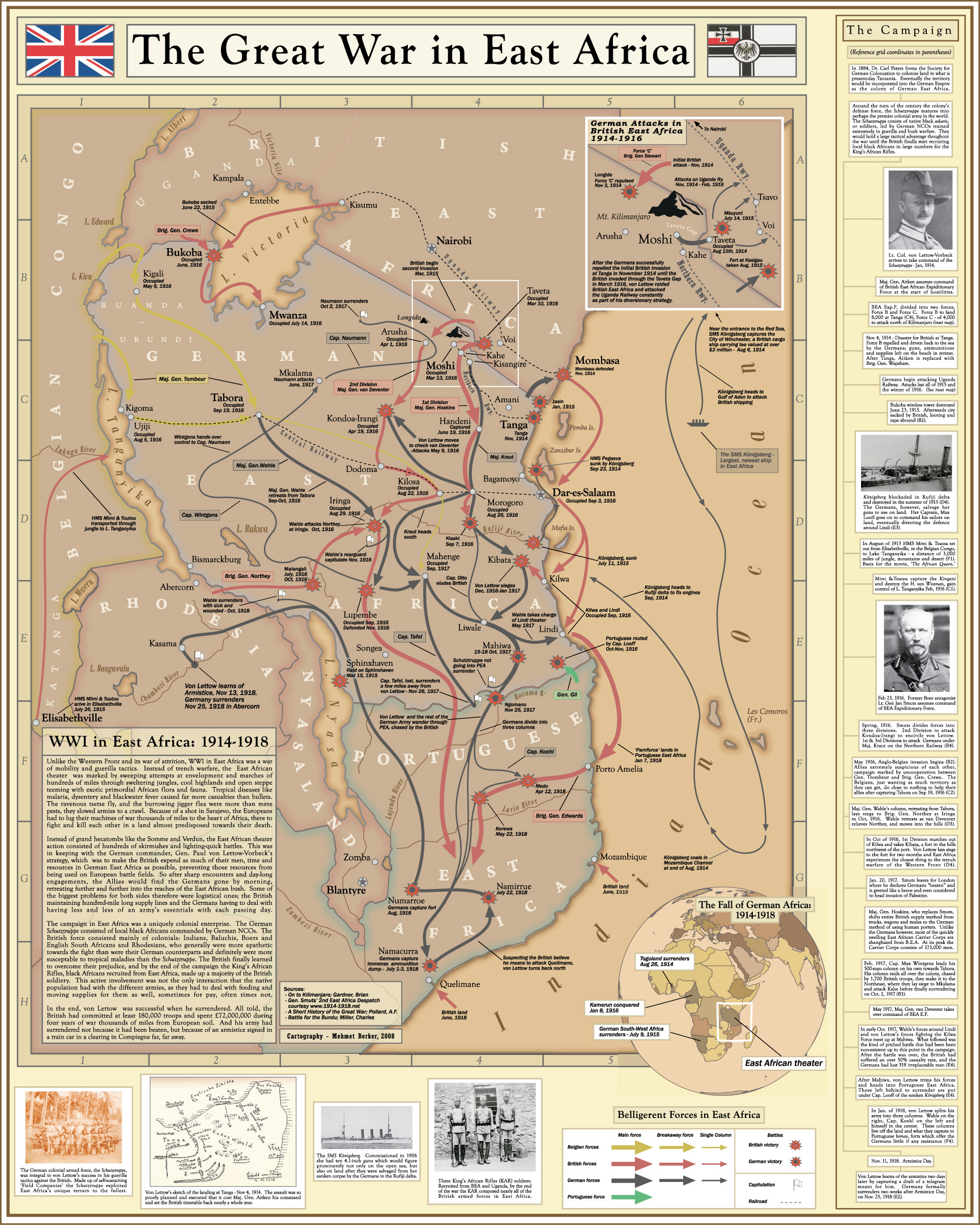
德屬東非戰役過程

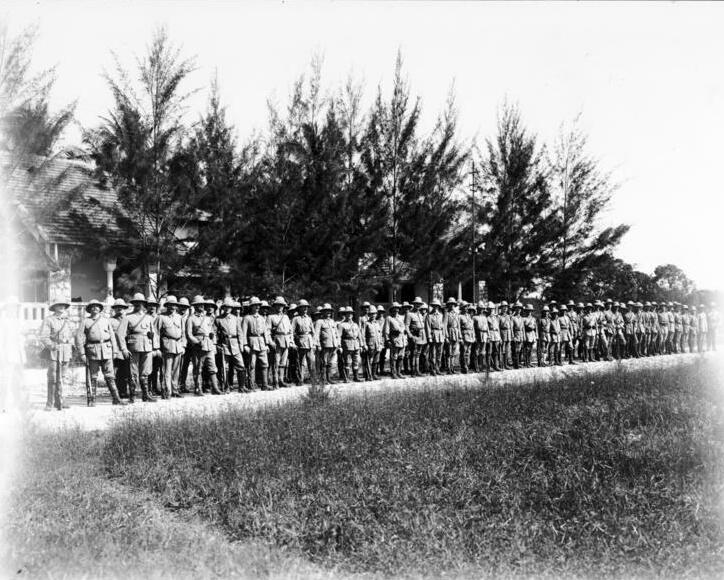
德屬東非的殖民地人民自願軍

德屬東非戰役是非洲戰場中最大規模和持續最長的戰事，雙方亦投入了比其他殖民地戰爭更多的兵力。以英國為首的協約國軍在東非遭到了由保羅·馮·萊托-福爾貝克指揮的德國殖民地駐軍與土著部隊頑強而持續的抵抗，英國在戰役期間不得不以平均20,000人、總投入人數300,000人的龐大部隊，進行對約17,000人的德軍的清勦。戰爭始於1914年8月3日，終於1918年11月23日，橫跨整個一戰。於戰爭開始時，德軍和英軍在德屬東非和肯尼亞邊疆進行零星的攻擊，並佔領了一兩個城市。但到了1916年，形勢開始扭轉：英軍和比利時軍隊大舉入侵德屬東非，到了年底時，德屬東非的大部份已被佔領。剩下來的德軍一部份決定投降，而另一部份卻於1917年11月23日硬闖葡萄牙的莫桑比克，試圖佔領一些城鎮以重整旗鼓。但事與願違，該批德軍無法尋得據點，更被英軍追趕，致使不能長駐於據點。最後，該批德軍於1918年8月決定返回德屬東非。但他們在德屬東非亦無希望可尋，因此只能寄託於進軍贊比亞。當進入贊比亞不久，便收到德國投降的消息。因此，他們最終於1918年11月23日向協約國投降。戰後，英國佔領了現在坦桑尼亞部份，而比利時則獲得盧安達-烏隆地。

## 影響
非洲战场所爆發的戰役致使戰後協約國根據戰時他們所佔領的土地瓜分德國的殖民地。而德國也因此失去其一切殖民地，並結束了短命的德意志殖民帝國。